# Lista gazet USA pod względem nakładu
Lista gazet USA pod względem nakładu
Gwiazdką oznaczono związki dwóch gazet. Jeżeli podano dwie liczby, to pierwsza dotyczy wydania w tygodniu, druga niedzielnego.
|     | Gazeta                                     | Miasto            | Największy nakład | Właściciel                                   |
| --- | ------------------------------------------ | ----------------- | ----------------- | -------------------------------------------- |
| 1   | USA Today                                  | McLean            | 2 524 965         | Gannett Company                              |
| 2   | Wall Street Journal                        | Nowy Jork         | 2 068 439         | News Corporation                             |
| 3   | The New York Times                         | Nowy Jork         | 1 627 062         | New York Times Company                       |
| 4   | Los Angeles Times                          | Los Angeles       | 1 173 096         | Tribune Company                              |
| 5   | Chicago Tribune                            | Chicago           | 940 620           | Tribune Company                              |
| 6   | Washington Post                            | Waszyngton        | 929 921           | Washington Post Company                      |
| 7   | New York Daily News                        | Nowy Jork         | 775 543           | New York Daily News                          |
| 8   | New York Post                              | Nowy Jork         | 741 099           | News Corporation                             |
| 9*  | Denver Post / Rocky Mountain News          | Denver            | 704 168           | MediaNews Group / E.W. Scripps Company       |
| 10  | Dallas Morning News                        | Dallas            | 702 135           | Belo Corporation                             |
| 11  | Philadelphia Inquirer                      | Filadelfia        | 688 670           | Philadelphia Media Holdings                  |
| 12  | Houston Chronicle                          | Houston           | 677 425           | Hearst Newspapers                            |
| 13* | Detroit News / Detroit Free Press          | Detroit           | 640 356           | MediaNews Group / Gannett Company            |
| 14  | Star Tribune                               | Minneapolis       | 574 406           | Avista Capital Partners                      |
| 15  | Star-Ledger                                | Newark            | 570 523           | Advance Publications                         |
| 16  | Boston Globe                               | Boston            | 562 273           | New York Times Company                       |
| 17  | Arizona Republic                           | Phoenix           | 541 757           | Gannett Company                              |
| 18  | Atlanta Journal-Constitution               | Atlanta           | 523 687           | Cox Newspapers                               |
| 19  | Newsday                                    | Long Island       | 464 169           | Tribune Company                              |
| 20  | Plain Dealer                               | Cleveland         | 442 482           | Advance Publications                         |
| 21  | San Francisco Chronicle                    | San Francisco     | 438 006           | Hearst Newspapers                            |
| 22  | St. Petersburg Times                       | St. Petersburg    | 430 893           | Times Publishing Company                     |
| 23* | Seattle Times / Seattle Post-Intelligencer | Seattle           | 423 635           | Seattle Times Company / Hearst Newspapers    |
| 24  | St. Louis Post-Dispatch                    | St. Louis         | 407 754           | Lee Enterprises                              |
| 25  | Milwaukee Journal Sentinel                 | Milwaukee         | 400 317           | Journal Communications                       |
| 26  | San Diego Union-Tribune                    | San Diego         | 378 696           | Copley Press                                 |
| 27  | Baltimore Sun                              | Baltimore         | 377 561           | Tribune Company                              |
| 28  | Oregonian                                  | Portland          | 375 913           | Advance Publications                         |
| 29  | Kansas City Star                           | Kansas City       | 359 477           | McClatchy Company                            |
| 30  | Indianapolis Star                          | Indianapolis      | 354 312           | Gannett Company                              |
| 31  | Columbus Dispatch                          | Columbus          | 343 616           | Dispatch Printing Company                    |
| 32  | Miami Herald                               | Miami             | 342 432           | McClatchy Company                            |
| 33  | Pittsburgh Post-Gazette                    | Pittsburgh        | 341 474           | Block Communications                         |
| 34  | Orlando Sentinel                           | Orlando           | 335 689           | Tribune Company                              |
| 35  | San Antonio Express-News                   | San Antonio       | 333 902           | Hearst Newspapers                            |
| 36  | Orange County Register                     | Orange County     | 329 549           | Freedom Communications                       |
| 37  | Sacramento Bee                             | Sacramento        | 324 613           | McClatchy Company                            |
| 38  | South Florida Sun-Sentinel                 | Fort Lauderdale   | 319 103           | Tribune Company                              |
| 39  | Fort Worth Star-Telegram                   | Fort Worth        | 304 200           | McClatchy Company                            |
| 40  | The Tampa Tribune                          | Tampa             | 298 674           | Media General                                |
| 41* | Cincinnati Enquirer / Cincinnati Post      | Cincinnati        | 290 500           | Gannett Company                              |
| 42  | Oklahoman                                  | Oklahoma City     | 282 119           | Independent / Oklahoma Publishing Company    |
| 43  | Arkansas Democrat-Gazette                  | Little Rock       | 276 436           | WEHCO Media                                  |
| 44  | Charlotte Observer                         | Charlotte         | 270 347           | McClatchy Company                            |
| 45  | Courier-Journal                            | Louisville        | 266 594           | Gannett Company                              |
| 46  | Buffalo News                               | Buffalo           | 266 123           | Berkshire Hathaway                           |
| 47  | Hartford Courant                           | Hartford          | 255 419           | Tribune Company                              |
| 48  | St. Paul Pioneer Press                     | Saint Paul        | 251 838           | MediaNews Group                              |
| 49  | San Jose Mercury News                      | San Jose          | 251 666           | MediaNews Group                              |
| 50  | Des Moines Register                        | Des Moines        | 233 229           | Gannett Company                              |
| 51  | Tennessean                                 | Nashville         | 232 334           | Gannett Company                              |
| 52  | Salt Lake Tribune / Deseret Morning News   | Salt Lake City    | 226 807           | Newspaper Agency Corporation                 |
| 53  | Omaha World-Herald                         | Omaha             | 222 469           | Independent                                  |
| 54  | Austin American-Statesman                  | Austin            | 215 894           | Cox Newspapers                               |
| 55  | Virginian-Pilot                            | Norfolk           | 214 995           | Landmark Communications                      |
| 56  | Richmond Times-Dispatch                    | Richmond          | 214 971           | Media General                                |
| 57  | Florida Times-Union                        | Jacksonville      | 214 572           | Morris Publishing Group                      |
| 58  | Investor's Business Daily                  | Los Angeles       | 214 059           | Investor's Business Daily                    |
| 59  | News & Observer                            | Raleigh           | 213 124           | McClatchy Company                            |
| 60  | Democrat and Chronicle                     | Rochester         | 209 427           | Gannett Company                              |
| 61  | Providence Journal                         | Providence        | 205 102           | Belo Corporation                             |
| 62  | Palm Beach Post                            | West Palm Beach   | 204 847           | Cox Newspapers                               |
| 63* | Las Vegas Review-Journal / Las Vegas Sun   | Las Vegas         | 204 036           | Stephens Media Group / Greenspun Media Group |
| 64  | Boston Herald                              | Boston            | 203 140           | Herald Media                                 |
| 65  | Record                                     | Hackensack        | 194 823           | North Jersey Media Group                     |
| 66  | Asbury Park Press                          | Neptune           | 192 581           | Gannett Company                              |
| 67  | Pittsburgh Tribune-Review                  | Greensburg        | 185 331           | Tribune-Review Publishing Co.                |
| 68  | Commercial Appeal                          | Memphis           | 184 418           | E.W. Scripps Company                         |
| 69  | Grand Rapids Press                         | Grand Rapids      | 182 252           | Advance Publications                         |
| 70  | Press-Enterprise                           | Riverside         | 181 590           | Belo Corporation                             |
| 71  | Contra Costa Times                         | Walnut Creek      | 180 440           | MediaNews Group                              |
| 72  | Fresno Bee                                 | Fresno            | 180 043           | McClatchy Company                            |
| 73  | Birmingham News                            | Birmingham        | 176 087           | Advance Publications                         |
| 74  | Tulsa World                                | Tulsa             | 171 602           | World Publishing Company                     |
| 75* | Arizona Daily Star / Tucson Citizen        | Tucson            | 168 861           | Lee Enterprises / Gannett Company            |
| 76  | Los Angeles Daily News                     | Los Angeles       | 166 640           | MediaNews Group                              |
| 77  | Dayton Daily News                          | Dayton            | 166 066           | Dayton Newspapers                            |
| 78  | Akron Beacon Journal                       | Akron             | 164 902           | Black Press                                  |
| 79  | Post-Standard                              | Syracuse          | 164 702           | Advance Publications                         |
| 80  | Honolulu Advertiser                        | Honolulu          | 158 610           | Gannett Company                              |
| 81  | Blade                                      | Toledo            | 154 566           | Block Communications                         |
| 82  | Daily Herald                               | Arlington Heights | 154 172           | Paddock Publications                         |
| 83  | Knoxville News Sentinel                    | Knoxville         | 150 147           | E.W. Scripps Company                         |
| 84  | Morning Call                               | Allentown         | 147 696           | Tribune Company                              |
| 85* | Albuquerque Journal / Albuquerque Tribune  | Albuquerque       | 146 931           | E.W. Scripps Company                         |
| 86  | Patriot-News                               | Harrisburg        | 144 210           | Independent                                  |
| 87  | Times Union                                | Albany            | 140 946           | Hearst Newspapers                            |
| 88  | The State                                  | Columbia          | 139 022           | McClatchy Company                            |
| 89  | Lexington Herald-Leader                    | Lexington         | 138 986           | McClatchy Company                            |
| 90  | Wichita Eagle                              | Wichita           | 135 998           | McClatchy Company                            |
| 91  | Journal News                               | White Plains      | 135 693           | Gannett Company                              |
| 92  | Sarasota Herald-Tribune                    | Sarasota          | 134 101           | New York Times Company                       |
| 93  | News Journal                               | Wilmington        | 131 796           | Gannett Company                              |
| 94  | News Tribune                               | Tacoma            | 131 212           | McClatchy Company                            |
| 95  | Opinión                                    | Los Angeles       | 126 284           | Lozano Enterprises                           |
| 96  | Republican                                 | Springfield       | 124 492           | Republican Company                           |
| 97  | Advocate                                   | Baton Rouge       | 123 032           | Capital City Press                           |
| 98  | Philadelphia Daily News                    | Filadelfia        | 122 606           | Philadelphia Media Holdings                  |
| 99  | Daytona Beach News-Journal                 | Daytona Beach     | 121 970           | Independent                                  |
| 100 | The Spokesman-Review                       | Spokane           | 119 155           | Cowles Publishing Company                    |

- The Times-Picayune, Nowy Orlean, odzyskuje pozycję straconą z powodu huraganu Katrina – 179 912/199 970